# Tachys oahuensis
Tachys oahuensis är en skalbaggsart som beskrevs av Blackburn 1878. Tachys oahuensis ingår i släktet Tachys och familjen jordlöpare. Inga underarter finns listade i Catalogue of Life.